# Бердичівський міський ліцей №15
Берди́чівський міськи́й ліце́й № 15 (БМЛ № 15) — державний загальноосвітній заклад, який знаходиться у місті Бердичеві Житомирської області за адресою: вул. Михайла Грушевського, 5 А. Станом на 2017/18 навчальний рік у ліцеї навчаються 939 учнів у 35 класах. Мова навчання — українська.
Ліцей № 15 створено відповідно до рішення Бердичівської міської ради від 02.06.2011 р. № 128.

## Адміністрація
- Івасюк Ванда Генрихівна — директор.
- Миронець Ніна Андріївна — заступник директора.
- Бентковська Алла Альфредівна — заступник директора.[3]
- Петриченко Ірина Петрівна — заступник директора.
- Єдінова Наталія Пантелеївна — заступник директора.
- Кобилянська Тетяна Олександрівна — секретар.[4]